# 山川恵里佳
山川 恵里佳（やまかわ えりか、1982年〈昭和57年〉3月7日 - ）は、日本のタレント、女優。所属事務所はアヴィラ。戸籍名:大森 恵里佳（おおもり えりか、旧姓:山川）。夫はお笑いタレントのおさる。岩手県盛岡市出身。アイアンマンヘビーメタル級王座第93代王者。

## 来歴
デビュー前の盛岡大学附属高等学校時代には、出身地のIBC岩手放送のテレビ番組『どんちゃんパラダイス』に出演経験がある。一学年次に北豊島高等学校（通信制）に編入し、卒業。
1998年、ミスヤングマガジンで特別賞（グランプリは同じ事務所だった柴田あさみ）に選ばれ、芸能界デビュー。2004年夏、2005年夏の2回、同じTV番組の企画でデートをしたことがきっかけで交際が始まったお笑い芸人のモンキッキー（現：おさる）と2007年2月に結婚。2010年3月11日、第1子となる女児を出産。
以降芸能活動・公の場への登場から遠ざかっていたが、2012年、「花は咲く」プロジェクトに参加、芸能活動を再開。2013年2月5日のtvkの『ありがとッ!』を最後に産休に入った。産休の間は、ピンチヒッターとして、夫であるおさるが『ありがとッ!』に出演。同年3月2日、第2子となる男児を出産。

## 人物
- 19歳頃までは、舌っ足らずのアイドル然とした喋り方だったが、成人後は畳み掛けるような早口が特徴となる。
- 事務所の先輩である藤崎奈々子と仲がよく、日本テレビで2002年3月まで放送されていた、「ウッチャンナンチャンのウリナリ!!」やDHCコンビニ化粧品のコマーシャルで共演している。
- NHK『天才てれびくんワイド』で2001年度の司会者を角田信朗と共に1年間担当し、2002年度「ラフィン★スター」、2003年度「こちらHK学園笑芸部!」にもレギュラー出演した。
- DDT所属プロレスラー三和太が『天才てれびくんワイド』に訪問した際、椅子から転んだ際にフォールを取られたため、山川がアイアンマンヘビーメタル級王座第93代王者となる（正式）。

## 出演

### バラエティ番組ほか
- ウッチャンナンチャンのウリナリ!!（出演は1999年 - 2002年）日本テレビ
- ウリナリ芸能人社交ダンス部（1999年 - 2003年のみ）日本テレビ
- ろみひー（パネラー、2000年頃）中京テレビ
- 明石家ウケんねん物語（フジテレビ）
- ヒューマンバラエティ 日曜のマゼラン（準レギュラー、東日本放送）
- Sパラ（tvk）
- 奇跡体験!アンビリバボー（フジテレビ、1999年10月から2007年3月まで準レギュラー）
- ヒロイン誕生（テレビ大阪　フットサルチーム「ハイパーアローズ」監督としてレギュラー出演）
- 天才てれびくんワイド（2001年度 - 2002年度）、天才てれびくんMAX（2003年度）
- うまいもの好き（フジテレビ）
- インディーウォーズ（2004年 - 2005年）日本テレビ 大江千里と司会（番組企画で大江とのユニット「eillle with Senri」を結成し、大江が作詞・作曲した曲を歌う）。
- コミュニTV 熱情放送（2007年）CATV系
- 田舎に泊まろう!（テレビ東京）
- ライオンのごきげんよう（フジテレビ）
- 週刊プレイガール（テレビ朝日、2007年10月 - 2008年3月）　アシスタント
- 夢の扉 〜NEXT DOOR〜（TBS）　ナビゲーター
- ありがとッ!（tvk、2011年 - 2013年2月5日）　火曜レギュラー
- カイモノラボ（2011年11月[10] - 、TBS） - カイモニスタ[11]
- JKP〜美女12人生存競争（2014年4月1日、日本テレビ）

### テレビドラマ
- 連続テレビ小説 すずらん（1999年、NHK） - 小夏 役
- 天然少女萬NEXT-横浜百夜篇（1999年11月25日・26日、WOWOW） - 雨宮千秋 役
- 水曜ドラマ（日本テレビ系）
  - 平成夫婦茶碗 ドケチの花
道 第1期 第6話（2000年2月16日）
  - 東京庭付き一戸建て（2002年7月10日 - 9月4日） - 溜山冬夢 役
- 史上最悪のデート 5th DATE（2001年1月7日、日本テレビ系） - 桜井桃子 役
- ナースマン（日本テレビ系） - 石松琴美 役
  - 土曜ドラマ（2002年1月19日 - 3月23日）[12]
  - ドラマスペシャル（2004年4月6日）[13]
- 金曜ナイトドラマ ああ探偵事務所 第4話（2004年7月30日、テレビ朝日系） - 長沢美智子 役
- 土曜ワイド劇場 瀬戸内しまなみ殺人海流（2008年2月9日、テレビ朝日系） - 安藤由美 役[14]
- 水戸黄門 第39部 第5話「ゴリ押し父子の悪企み・赤穂」（2008年11月10日、TBSテレビ系） - おゆき 役[15]
- 土曜ドラマ24 潜入捜査アイドル・刑事ダンス 第4話（2016年10月30日、テレビ東京系） - 中林りか 役

### ラジオ
- ERIKA'S BAY NIGHT CRUISIN' （bayfm）

### 舞台
- アルプスの少女ハイジ（2002年）
- 赤毛のアン（2003、2004年）

### ゲーム
- ØSTORY（2000年4月27日、エニックス） - ぷち天使 役

## CD・DVD
- 天然少女EX（女声ボーカルユニット）『天然少女EX』（CDアルバム、east west japan）（1999年11月10日） - SONIC DOVEプロデュース。
- 天才てれびくんワイド 天てれ歌まくら（クレマチス）（2002年5月18日）
- 天才てれびくんワイド ミュージックてれびくん　ザ・ビデオ　III（クレマチス）（2003年1月24日）
- GO!GO!たまご丼（2003年7月23日）
- 天才てれびくんMAX　天てれビッグバン（GO!GO!たまご丼(TDD名義)）（2003年12月17日）
- 花は咲く（花は咲くプロジェクト）（2012年5月23日）

## 写真集
- 妖精（1999年7月、ぶんか社、撮影：上野勇）ISBN 978-4821122752
- OK baby!（2000年2月、ワニブックス、撮影：木村晴）ISBN 978-4847025617
- 陽だまりとビー玉（2000年11月、彩文館出版、撮影：斉木弘吉）ISBN 978-4916115423

### デジタル写真集
- 山川恵里佳　erijoy　100ページ超愛蔵版　FRIDAYデジタル写真集（2023年12月7日、講談社、撮影：熊谷貫）[16]